# Китайско-филиппинские отношения
Китайско-филиппинские отношения — двусторонние дипломатические отношения между Китаем и Филиппинами.

## История
Со времени инициатив президента Филиппин Фердинанда Маркоса в 1980-х годах, поддерживавшего коммунизм в Китае и, одновременно, противоборствовавший коммунистическим настроениям на Филиппинах, отношения между странами значительно улучшились. Вследствие этого, Китай прекратил поддержку коммунистов на Филиппинах. Впрочем взаимоотношения были подорваны из-за трений по вопросу территориальной принадлежности участков Южно-Китайского моря.
С момента установления дипломатических отношений сторонами были нанесены многочисленные визиты высокого уровня. Во время государственного визита председателя КНР Цзян Цзэминя на Филиппины в 1996 году, лидеры двух стран договорились о поддержании межгосударственных отношений на основе добрососедства и взаимного доверия, также достигли важного консенсуса по спорным участкам Южно-Китайского моря.
В 2012 году между странами произошёл пограничный конфликт возле небольшого атолла Скарборо-Шол. Восемь рыбацких китайских кораблей были обнаружены филиппинским флотом в спорных водах. После обыска были обнаружены незаконно выловленные кораллы, гигантские треуголки и живые акулы. Попытки ареста рыбаков были пресечены двумя китайскими патрульными кораблями. Последовали протесты возле консульств обеих стран, запреты на вылов рыбы, кибератаки. Китайская сторона установила барьер на входе в бухту атолла и стала патрулировать окружающее море, выдворяя филиппинские корабли из спорных вод.
В январе 2013 года Филиппины подали на Китай иск в Международный суд ООН, который в 2016 году признал, что КНР не имеет права на спорные острова в Южно-Китайском море. В июне 2013 года филиппинская сторона пыталась инициировать рассмотрение спора в Международном трибунале ООН по морскому праву, но Китай формально отказался принимать в нем участие. Несмотря на все усилия Филиппин, китайское военное присутствие в Южно-Китайском море продолжается. В середине марта 2017 года китайские корабли были замечены в 250 километрах к востоку от Филиппин (англ.).
Президент Филиппин Родриго Дутерте, пришедший к власти 30 июня 2016 года, заявил о повороте страны от США в сторону Китая и России.
8 марта 2017 года министр иностранных дел Китайской Народной Республики Ван И во время встречи с прессой сделал заявление, что президент Филиппин Родриго Дутерте наладил хорошие отношения с КНР и они совместными усилиями справились с территориальным спором в Южно-Китайском море. КНР и Филиппины активно обсуждают возможности по сотрудничеству в сфере инфраструктуры, включая строительство железных дорог, мостов и плотин.

## Список двусторонних соглашений
- 1978 Scientific and Technological Cooperation Agreement
- 1979 Cultural Cooperation Agreement, Civil Aviation and Transportation Agreement
- 2001 Memorandum of Understanding (MOU) on Sports Cooperation
- 2001 Cooperation in Information Industry
- 2001 Cooperation in the Crackdown on Transnational Crimes
- 2001 Treaty on Extradition
- 2001 Pact on Cooperation Against Illicit Traffic and Abuse of Narcotic Drugs
- 2002 MOU on Tourism Cooperation
- 2005 MOU on Maritime Cooperation
- 2005 Pact on Cooperation in Youth Affairs
- 2007 MOU on Cooperation in Sanitary and Phytosanitary Cooperation, Education Cooperation
- 2007 Pact on Protection of Cultural Heritage
- 2008 Pact on Sanitary Cooperation

## Экономические отношения
Объём двусторонней торговли в 2007 году составил чуть более 30 млрд долларов США. С января по октябрь 2008 года объём двусторонней торговли составил 25,3 млрд долларов США, увеличившись на 1,4 % по сравнению с аналогичным периодом прошлого года. В 2015 году объём товарооборота между КНР и Филиппинами составил сумму 17,646 млрд долларов США. В 2016 году 680000 граждан КНР посетили Филиппины с туристической целью, а в КНР побывали 1,2 млн филиппинских туристов.
По состоянию на 2005 год филиппинцы китайского происхождения составляли примерно 1,5 миллиона человек, то есть 1,6 % от населения Филиппин — девятая по численности этническая группа.